# Chuburegionen
Chūbu (Japansk: 中部地方, Chūbu-chihō) er en region fra Japan.

## Geografi
Vest for Chubu ligger regionen Kansai og i øst ligger regionen Kantou. I Chubu er følgende præfekturer:
1. Aichi-præfekturet
2. Fukui-præfekturet
3. Gifu-præfekturet
4. Ishikawa-præfekturet
5. Niigata-præfekturet
6. Nagano-præfekturet
7. Shizuoka-præfekturet
8. Toyama-præfekturet
9. Yamanashi-præfekturet

Chubu sommetider også inddelt i:
- Hokurikuregionen (北陸地方), det nordvestlige Chubu og ligger langs det Japanske Hav.
- Koshinetsuregionen (甲信越), det nordøstlige Chubu. Den største by er Nagano.
- Tokairegionen (東海), det sydlige Chubu og ligger langs Stillehavet.

Området omkring Nagoya er undertiden regionen Chukyo (中京地方 Chūkyō-chihō) kaldet. Dette er imidlertid ikke et officielt navn. Til denne region beregner man de 3 præfekturer:
1. Aichi-præfekturet
2. Gifu-præfekturet
3. Mie-præfekturet

## Vigtigste byerne
- Nagoya, hovedstaden i Aichi-præfekturet
- Niigata, hovedstaden i Niigata-præfekturet
- Hamamatsu
- Shizuoka, hovedstaden i Shizuoka-præfekturet
- Kanazawa, hovedstaden i Ishikawa-præfekturet
- Toyama, hovedstaden i Toyama-præfekturet
- Gifu, hovedstaden i Gifu-præfekturet
- Nagano, hovedstaden i Nagano-præfekturet
- Fukui, hovedstaden i Fukui-præfekturet
- Kofu, hovedstaden i Yamanashi-præfekturet

### Galleri
- Nagoya
- Niigata
- Hamamatsu
- Shizuoka
- Kanazawa
- Toyama
- Gifu
- Nagano
- Kofu

## Andre større byer
- Toyota
- Okazaki
- Toyohashi
- Ichinomiya
- Kasugai
- Nagaoka
- Fuji
- Matsumoto
- Joetsu
- Numazu

### Galleri
- Toyota
- Toyohashi
- Okazaki
- Ichinomiya
- Kasugai
- Nagaoka
- Fuji
- Matsumot
- Numazu
- Joetsu